# طالع سعد
طالع سعد فیلمی به کارگردانی و نویسندگی مهستی بدیعی محصول سال ۱۳۷۴ است.

## خلاصه داستان
در یک سرزمین افسانه‌ای پسری در غلاف دنیا می‌آید و مردم بر این عقیده هستند که او می‌تواند شر حاکم ظالم را از سر مردم کوتاه کند، اما حاکم از به دنیا آمدن کودک مطلع می‌شود و دستور قتلش را می‌دهد ولیکن کودک نجات می‌یابد و در دامان زن و مرد میانسالی که فرزندی نداشتند، جوان برومندی می‌شود سعد که از قضا روزی حاکم را در شکارگاهش از مرگ نجات می‌دهد و حاکم با نشانه‌هایی که می‌گیرد در می‌یابد جوان همان کودکی است که قرار بود به قتل برسد، پس نامه‌ای محرمانه مبنی بر به قتل رساندن جوان خطاب به همسرش می‌نویسد و از جوان می‌خواهد که آن را به قصر برساند، اما در راه کوتوله‌های جنگل که دوستان سعد بودند حکم حاکم را می‌خوانند و متن را عوض می‌کنند و در دستور جدید تأکید بر ازدواج سعد با دختر حاکم می‌کنند. حاکم در برگشت به قصر، از موضوع مطلع می‌شود و دخترش را زندانی می‌کند و آزادی او را منوط به رفتن سعد به سرزمین دیو و آوردن چند تار موی دیو می‌داند. اما سعد با شجاعت تمام و گذشتن از خوان‌های بسیار موفق می‌شود و چون با سکه‌های طلا بازمی‌گردد، پادشاه هم طمع می‌کند و راهی سرزمین دیو می‌شود.

## بازیگران
- اکبر زنجانپور
- رامبد شکرآبی
- فرزانه کابلی
- ژاله علو
- منوچهر آذر
- نادر رجب‌پور
- نیلوفر محمودی
- شهرزاد طریقت
- منوچهر افسری
- پرویز بزرگی
- احمدرضا اسعدی
- هوشنگ دیبائیان
- اسدالله یکتا
- رشید اصلانی
- ملیحه نظری
- پرویز شاهین‌خو
- پروین سلیمانی
- حمید ابراهیمی
- حسین استادخیاط
- علی اصغر استادخیاط
- محمد خدادادش
- فاطمه شیخ الاسلامی
- نسرین نکیسا
- فرحناز غلامپور کاشی
- مهرام قوی بنیه
- داوود فیروزکوهی
- عزیز عابدی
- علیرضا میرزاعباسی
- داوود خدنگی
- فرامرز کلانتری
- محمد لزگی
- فتانه همتی
- فرشاد همتی
- فرزانه همتی
- مانی حبیب‌الهی
- نیلوفر یکتامقدم
- مهناز جعفری
- نسترن یزدی
- یاسمن یزدی
- رؤیا پورقره سید
- فرانک جواهری
- سحر ملک‌زاده
- صدف ملک‌زاده
- نگار نقیب زاده
- کاملیا هفته ای